# هادی بهمنی
هادی بهمنی(۱۳۸۳–۲۹ تیر ۱۴۰۰) جوان ۱۷ ساله‌ای بود که در جریان اعتراضات تابستان ۱۴۰۰ ایران در ایذه خوزستان در تاریخ ۲۹ تیر ۱۴۰۰ توسط مأموران امنیتی کشته شد. طبق گزارش‌ها، او گچ‌کار بود.

## درگذشت و خاکسپاری
هادی بهمنی، در زمان مرگ ۱۷ سال داشته است. مراسم خاکسپاری وی با حضور جمعیتی زیاد و جو امنیتی برگزار شد که در میان جمعیت شعارهای ضدحکومتی نیز به‌گوش می‌رسیده است.